# Gornji Božinci
Gornji Božinci (szerbül: Горњи Божинци), település Bosznia-Hercegovinában, Derventa községben, a Szerb Köztársaság északi régiójában. 

## Fekvése
A település Bosznia-Hercegovina északi részén, Dobojtól légvonalban 25, közúton 38 km-re északra, községközpontjától légvonalban 9, közúton 15 km-re kelet-délkeletre fekvő dombos vidéken, 160-250 méteres magasságban fekszik.

## Népessége
| Nemzetiségi csoport | Népesség 1991 | Népesség 2013 |
| ------------------- | ------------- | ------------- |
| Szerb               | 12            | 14            |
| Bosnyák             | 0             | 0             |
| Horvát              | 456           | 58            |
| Jugoszláv           | 1             | 0             |
| Egyéb               | 0             | 0             |
| Összesen            | 469           | 72            |

## Története
A horvát lakosságú település 1878-ig tartozott az Oszmán Birodalomhoz. Ekkor a berlini kongresszus határozata alapján az Osztrák-Magyar Monarchia része lett. 1879-ben az első osztrák-magyar népszámlálás során a Derventi járáshoz tartozó Božinci településnek 89 háztartása, 243 ortodox és 233 római katolikus lakosa volt. 1910-ben a Derventai járáshoz tartozó Božinci Katolički településen 58 háztartást, 353 római katolikus és 25 görög katolikus lakost találtak. A monarchia szétesésével 1918-ban előbb a Szerb-Horvát-Szlovén Királyság, majd 1929-től a Jugoszláv Királyság része lett. 1921-ben a Derventai járáshoz tartozó Božinci Katolički településnek 381 lakosa volt, közülük 367 római katolikus és 14 görög katolikus volt. Az 1929-es törvény értelmében, amikor Bosznia-Hercegovinát négy banovinára, Drinskára, Vrbaskára, Zetskára és Primorskára osztották, a település a Vrbaska banovina (Orbászi Bánság) része lett, amelynek székhelye Banja Luka volt. 1939-ben a közigazgatás átszervezésével a Hrvatska banovina (Horvát Bánság) része lett.
A második világháborúban Jugoszlávia megszállása után a Független Horvát Állam (NDH) része lett. A második világháború után 1992-ig a település a szocialista Jugoszlávia keretében a Bosznia-Hercegovinai Népköztársaság része volt. 1992-ben a szerb szélsőségesek lerombolták a falu templomát, lakosságát pedig elűzték. A boszniai háborút lezáró daytoni békeszerződés rendelkezése alapján az ország területét felosztották a Bosznia-hercegovinai Föderáció és a boszniai Szerb Köztársaság között. A békeszerződés utáni területmegosztási megállapodás értelmében a település Derventa község részeként a Boszniai Szerb Köztársasághoz került. 

## Nevezetességei
- Szent Mihály arkangyal tiszteletére szentelt római katolikus temploma. A templomot (10x8 m) 1986/87-ben építették. 1992 júniusában a szerb erők lerombolták.[8] A háború után újjáépítették. A plehani plébánia filiája.

- Jézus Szíve római katolikus kápolna.